# Shake Your Foundations
Shake Your Foundations è un singolo del gruppo musicale australiano AC/DC, pubblicato nel 1986 ed estratto dall'album Fly on the Wall.

## Tracce
- 7"

1. Shake Your Foundations
2. Stand Up

- 12"

1. Shake Your Foundations
2. Stand Up
3. Jailbreak (Live in Dallas 1985)

## Formazione
- Brian Johnson – voce
- Angus Young – chitarra
- Malcolm Young – chitarra
- Cliff Williams – basso
- Simon Wright – batteria